# Hesíone

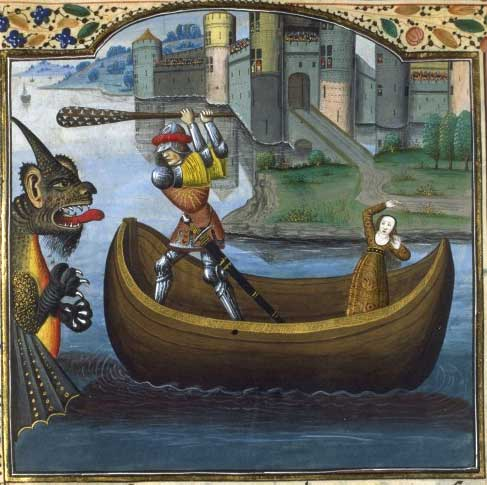
Heracles salvando a Hesíone del monstruo. Ilustración c. 1500.

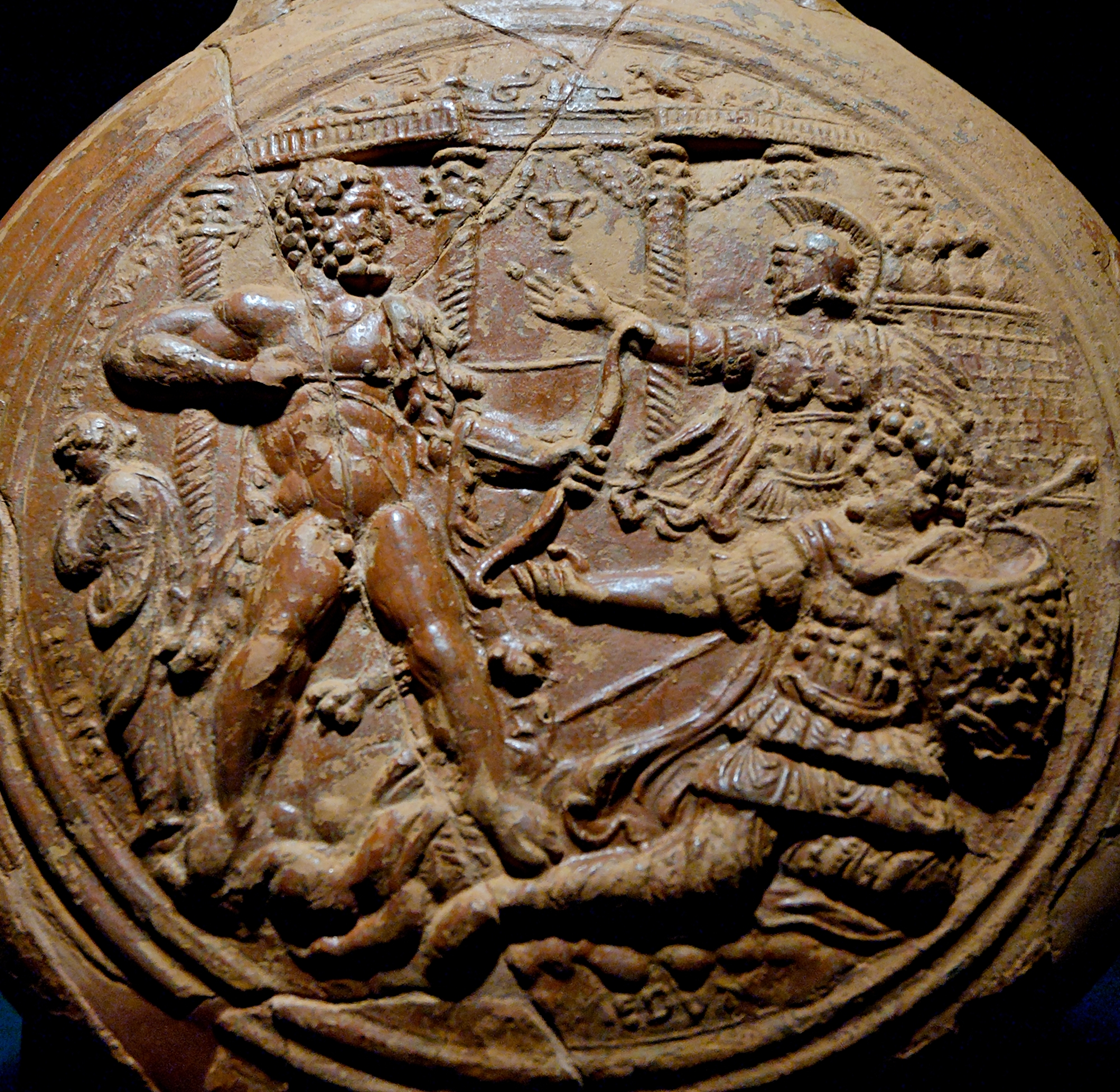
Heracles a punto de matar a Laomedonte; Hesíone está a la izquierda. Terra sigillata c. 200

Hesíone era hija de Laomedonte, rey de Troya. Un oráculo decía que para liberar la ciudad de Troya de un monstruo marino enviado por Poseidón, Hesíone debía ser dada como sacrificio al monstruo. Laomedonte, dispuesto a seguir las instrucciones del oráculo, encadenó a su hija frente al mar pero en ese momento llegaba a la ciudad el héroe Heracles, que quitó las cadenas a Hesíone e hizo un pacto con Laomedonte mediante el cual si Heracles conseguía matar al monstruo, recibiría como premio unas yeguas sagradas que tenía el rey de Troya. Heracles consiguió matar al monstruo, pero Laomedonte no cumplió su parte del trato, y años después, como represalia, Heracles regresó a Troya en una expedición de conquista y saqueo.
Tras esta expedición, Hesíone fue otorgada a Telamón, que también había participado en la expedición de castigo, como botín de guerra. Puesto que le permitieron llevar consigo a quien quisiese, eligió a su hermano Podarces, que a partir de entonces fue llamado Príamo.
Príamo, por ser el único descendiente varón de Laomedonte que quedaba vivo, pasó a ser rey de Troya y decidió tratar de conseguir el regreso de su hermana. Para ello envió a su consejero Anténor en un viaje diplomático a Grecia, pero los griegos se negaron a la devolución.
Según algunas versiones, el motivo del viaje de Paris, hijo de Príamo, a Esparta, fue precisamente volver a reclamar el regreso de Hesíone o castigar a los griegos por negarse a la devolución.
Hesíone y Telamón fueron padres de Teucro, que posteriormente participaría en la guerra de Troya, en el bando de los aqueos.